# Tadeusz Barański
Tadeusz Barański  pseud. „Tatar” (ur. 1 września 1924 w Bedlnie w gminie Końskie, zm. 29 grudnia 2020 w Łodzi) – polski nauczyciel, działacz konspiracji niepodległościowej w czasie II wojny światowej, podpułkownik WP w stanie spoczynku.

## Życiorys
W czasie II wojny światowej należał do Armii Krajowej. Był żołnierzem świętokrzyskich formacji partyzanckich dowodzonych między innymi przez Jana Piwnika pseud. „Ponury”. Brał udział w akcji „Burza" i walkach na Wykusie. Po 1945 działał w Zrzeszeniu WiN na Dolnym Śląsku i był represjonowany przez służby bezpieczeństwa PRL.
Był wieloletnim nauczycielem i organizatorem szczepu harcerskiego w Zespole Szkół Ponadgimnazjalnych nr 9 im. Komisji Edukacji Narodowej w Łodzi. Należał do Środowiska „Jodła” Światowego Związku Żołnierzy Armii Krajowej. Tadeusz Barański był między innymi inicjatorem powstania w Łodzi pierwszego pomnika Armii Krajowej oraz wnioskodawcą nadania w 2014 r., DPS „Dom Kombatanta” patrona w osobie mjr. Eugeniusza  Kaszyńskiego pseud. „Nurt”.
Za swoją działalność Tadeusz Barański został wyróżniony między innymi tytułem „Świadka Historii” przez Instytut Pamięci Narodowej.
Został pochowany 11 stycznia 2021 roku na cmentarzu ewangelicko-augsburskim w Łodzi przy ulicy Ogrodowej.

## Wybrane odznaczenia
- Krzyż Oficerski Orderu Odrodzenia Polski[3],
- Krzyż Kawalerski Orderu Odrodzenia Polski[3],
- Złoty Krzyż Zasługi
- Krzyż Armii Krajowej[8]
- Krzyż Partyzancki[8]
- Medal Komisji Edukacji Narodowej[8]
- Medal „Pro Memoria”[8]
- Odznaka „Za Zasługi dla Miasta Łodzi” (2018)[3]